# Eduardo Masso
Pour les articles homonymes, voir Masso (homonymie).
Eduardo Masso est un joueur de tennis argentin, naturalisé belge en 1988, né le 11 janvier 1964 à Bell Ville en Argentine.
Il a été professionnel de 1984 à 1992.
Il a pris la nationalité belge après avoir épousé Sabrina, la fille du champion cycliste Eddy Merckx. Leur fils Luca Masso, qui a la double nationalité, est devenu membre de l'équipe nationale argentine de hockey sur gazon avec laquelle il est devenu champion olympique en 2016 contre un adversaire qui n'était autre que la Belgique.

## Carrière
Eduardo Masso commence le tennis à l'âge de 7 ans et devient champion d'Argentine junior en 1982.
Il commence sa carrière professionnelle en 1984 et atteint sa première finale sur le circuit Challenger l'année suivante à Dortmund. Après une autre finale d'un Challenger en 1987 à Knokke, il remporte un premier titre sur ce circuit secondaire en 1988 à Cascais. Cette même année, il participe pour la première fois à des tournois du Grand Chelem, passant un tour dès sa première tentative à Roland-Garros, performance qu'il rééditera deux fois dans sa carrière en Grand Chelem sans jamais parvenir au tour suivant. Toujours en 1988, il atteint pour la première fois une demi-finale d'un tournoi ATP à Lyon, après être sorti des qualifications.
En 1989, il atteint sa seule finale ATP en double à Nancy, lors de la dernière édition de ce tournoi. L'année suivante, il participe à sa seule finale ATP en simple à Hilversum. Il ne remporte toutefois aucune de ces deux finales et arrête donc sa carrière en 1992 avec un palmarès vierge sur le circuit principal.
Il a fait partie de l'équipe de Belgique de Coupe Davis de 1990 à 1992.

## Palmarès

### Finale en simple messieurs
| No | Date       | Nom et lieu du tournoi | Catégorie    | Dotation  | Surface      | Vainqueur        | Score              |  |
| -- | ---------- | ---------------------- | ------------ | --------- | ------------ | ---------------- | ------------------ |  |
| 1  | 23-07-1990 | Dutch Open, Hilversum  | World Series | 215 000 $ | Terre (ext.) | Francisco Clavet | 3-6, 6-4, 6-2, 6-0 |  |

### Finale en double messieurs
| No | Date       | Nom et lieu du tournoi | Catégorie | Dotation  | Surface    | Vainqueurs                      | Partenaire         | Score         |  |
| -- | ---------- | ---------------------- | --------- | --------- | ---------- | ------------------------------- | ------------------ | ------------- |  |
| 1  | 27-02-1989 | Open de Lorraine Nancy |           | 100 000 $ | Dur (int.) | Udo Riglewski Tobias Svantesson | João Cunha e Silva | 6-4, 6-7, 7-6 |  |

## Résultats en Grand Chelem

### En simple
| Année | Open d'Australie | Open d'Australie | Roland-Garros   | Roland-Garros     | Wimbledon       | Wimbledon           | US Open         | US Open        |
| ----- | ---------------- | ---------------- | --------------- | ----------------- | --------------- | ------------------- | --------------- | -------------- |
| 1988  | -                | -                | 2e tour (1/32)  | Patrik Kühnen     | 1er tour (1/64) | Mats Wilander       | 1er tour (1/64) | Mark Woodforde |
| 1989  | -                | -                | 1er tour (1/64) | Michael Chang     | -               | -                   | -               | -              |
| 1991  | 2e tour (1/32)   | Stefan Edberg    | 1er tour (1/64) | Aaron Krickstein  | 1er tour (1/64) | Christian Bergström | -               | -              |
| 1992  | -                | -                | 1er tour (1/64) | Claudio Pistolesi | 2e tour (1/32)  | Andre Agassi        | -               | -              |

À droite du résultat, l'ultime adversaire.

### En double
| Année | Open d'Australie                   | Open d'Australie           | Roland-Garros                      | Roland-Garros                    | Wimbledon | Wimbledon | US Open | US Open |
| ----- | ---------------------------------- | -------------------------- | ---------------------------------- | -------------------------------- | --------- | --------- | ------- | ------- |
| 1989  | -                                  | -                          | 1er tour (1/32) João Cunha e Silva | Mansour Bahrami Éric Winogradsky | -         | -         | -       | -       |
| 1990  | -                                  | -                          | 1er tour (1/32) Marián Vajda       | Rick Leach Jim Pugh              | -         | -         | -       | -       |
| 1991  | 1er tour (1/32) João Cunha e Silva | Peter Doohan Laurie Warder | -                                  | -                                | -         | -         | -       | -       |

Sous le résultat, le partenaire ; à droite, l'ultime équipe adverse.

### En double mixte
| Année | Open d'Australie | Open d'Australie | Roland-Garros                | Roland-Garros                 | Wimbledon | Wimbledon | US Open | US Open |
| 1990  | -                | -                | 2e tour (1/16) Bettina Fulco | Natalia Medvedeva Kelly Jones | -         | -         | -       | -       |

Sous le résultat, la partenaire ; à droite, l'ultime équipe adverse.